# Clive Zanda
Clive Alexander (Siparia, Colonia de Trinidad y Tobago,1939-Puerto España, Trinidad y Tobago, 6 de enero de 2022), más conocido como Clive Zanda, fue un músico de extempo y kaisojazz trinitense, considerado un pionero del género.

## Primeros años y educación
Nació en Siparia, en el sur de Trinidad, siendo el primero de nueve hijos: nacidos de Richard y Louisa Alexander. Su padre, zapatero, guitarrista, vocalista y líder musical de la iglesia, nació en San Vicente. Su madre, ama de casa, florista y cantante de gospel, nació en la colonia inglesa de Granada. Su hermano, Carlton Alexander, es arreglista de steelpan y músico de jazz.
Después de terminar la escuela primaria y obtener el certificado de estudios, solicitó un puesto de aprendiz en los campos petrolíferos, con la esperanza de ser seleccionado para un puesto de aprendiz de dibujante. Al no conseguirlo, hizo un curso de arquitectura por correspondencia mientras ayudaba a su padre como zapatero. Un ingeniero de distrito, que visitaba el taller, se fijó en la calidad de sus dibujos arquitectónicos y le consiguió un puesto de aprendiz de delineante: 27-28 
En 1959 emigró al Reino Unido para estudiar arquitectura.

## Carrera profesional
Comenzó a hacer música de niño utilizando bongos de cartón caseros. Comenzó a recibir clases de piano clásico a los 15 años, pero su profesor no tardó en dejarle a su aire cuando empezó a improvisar. Se trasladó a Londres para continuar sus estudios porque no veía la música como una carrera viable. Su experiencia con la música de jazz en vivo en Londres le inspiró a seguir esta forma musical. Tras formarse con el compositor Michael Grant, formó su propio combo y trabajó en la fusión del calipso y el jazz.
Regresó a Trinidad y Tobago en 1969, en pleno auge del movimiento Black Power. En colaboración con Scofield Pilgrim, profesor de música del Queen's Royal College, empezó a organizar talleres que denominó sesiones Gayap, para enseñar a los músicos y crear una comunidad en la que pudieran aprender unos de otros. Siguió organizando sesiones Gayap en un anexo de su estudio de arquitectura.
Al terminar sus estudios, regresó a Trinidad y Tobago, donde siguió desarrollando el jazz extempo/kaiso. Acuñó el término kaisojazz para referirse a esta fusión de calipso, música folclórica y jazz. En 1976 publicó su primer álbum, ¡Clive Zanda is Here! With Dat Kinda Ting. Le siguieron tres álbumes más: Piano Vibrations (2016), Pantastic Visions Revisited (2000, 2014) y Pan Jazz Conversations (2003).

## Fallecimiento
Zanda murió por complicaciones de la diabetes el 6 de enero de 2022, a la edad de 82 años.